# 布宗-热勒纳沃
布宗-热勒纳沃（法語：Bouzon-Gellenave，法語發音：[buzɔ̃ ʒɛlnav]）是法国热尔省的一个市镇，属于米朗德区。

## 地理
布宗-热勒纳沃（43°41'15"N, 0°1'47"E）面积10.29 平方千米，位于法国奧克西塔尼大區热尔省，该省份为法国西南部内陆省份，北起顺时针与洛特-加龙省、塔恩-加龙省、上加龙省、上比利牛斯省、大西洋比利牛斯省和朗德省接壤。
与布宗-热勒纳沃接壤的市镇（或旧市镇、城区）包括：艾尼昂、贝图、菲斯泰鲁欧、普伊德拉甘、萨巴藏、索尔贝特、泰尔姆达马尼亚克。
布宗-热勒纳沃的时区为UTC+01:00、UTC+02:00（夏令时）。

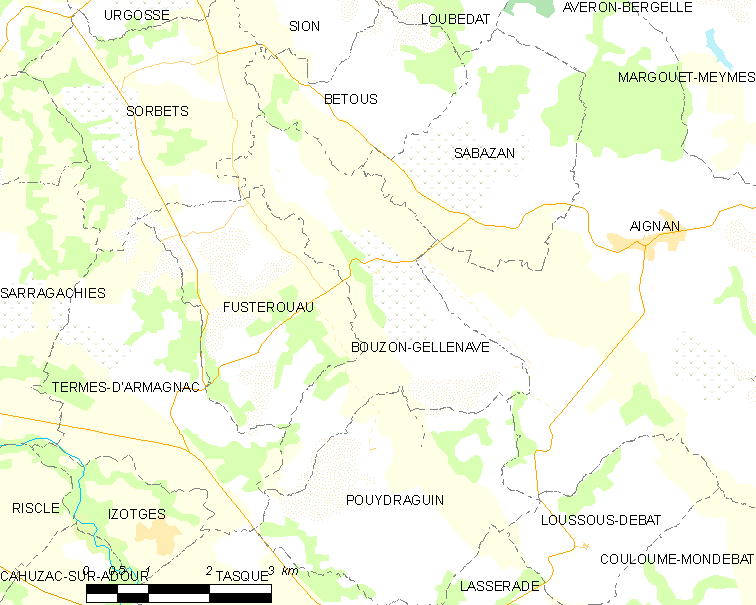
布宗-热勒纳沃的OSM定位图

## 行政
布宗-热勒纳沃的邮政编码为32290，INSEE市镇编码为32063。

## 政治
布宗-热勒纳沃所属的省级选区为热尔阿杜尔县。

## 人口

1962-2008年间布宗-热勒纳沃人口变化图示

布宗-热勒纳沃于2022年1月1日时的人口数量为163人。